# Palais Saxlehner
Le palais Saxlehner (en hongrois : Saxlehner-palota) est un édifice situé dans le 6e arrondissement de Budapest, sur l'avenue Andrássy ùt.

## Histoire
Le palais a été construit entre 1884 et 1886 dans un style éclectique selon les plans de Győző Czigler. Son constructeur était András Saxlehner, distributeur de l'eau amère de János Hunyadi. Le palais abritait une suite familiale et des bureaux, ainsi que des appartements locatifs. Les locaux richement décorés ont été loués par la Magyar Posta de 1972 à 2012, et le Musée de la Poste s'y trouvait.

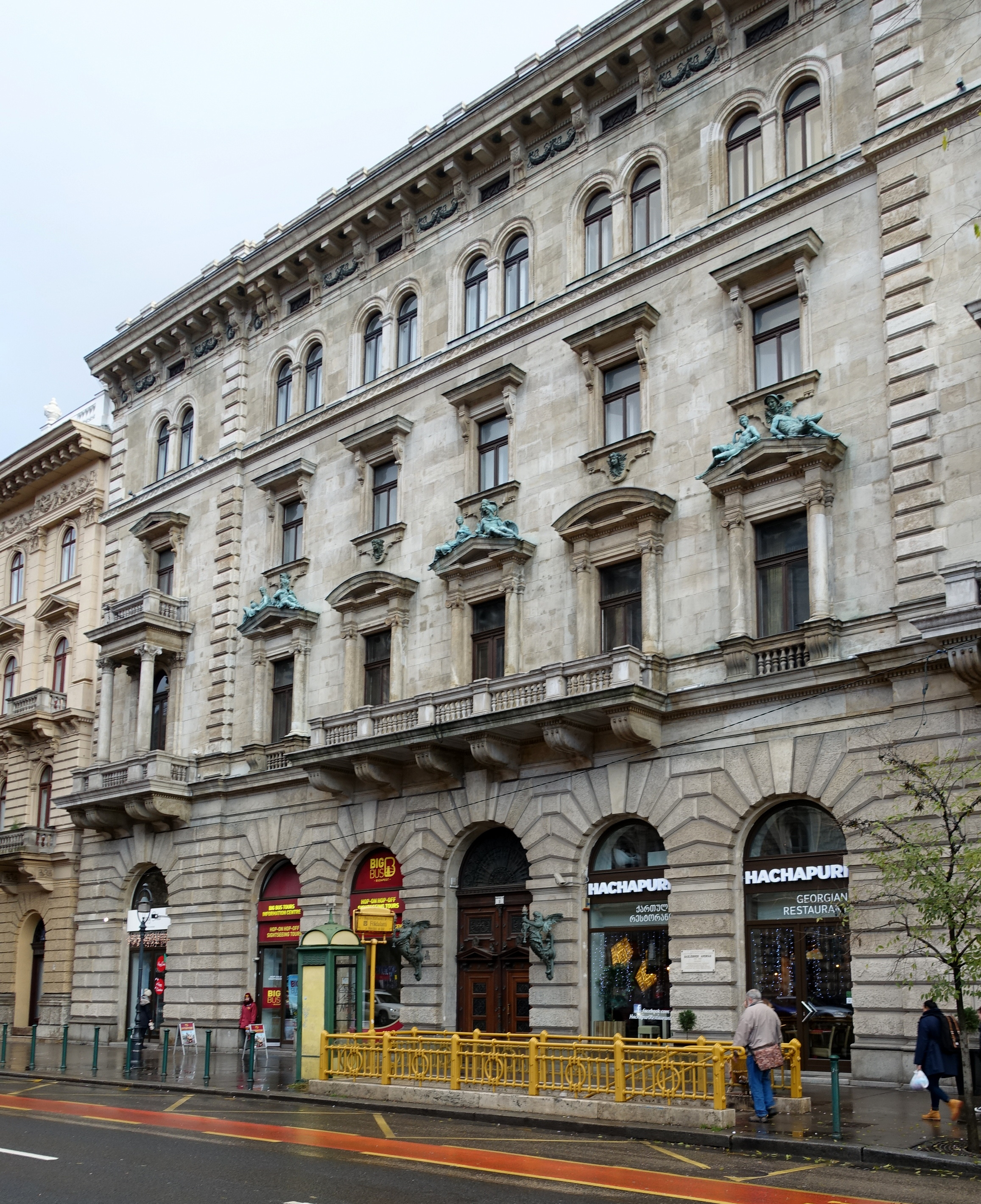
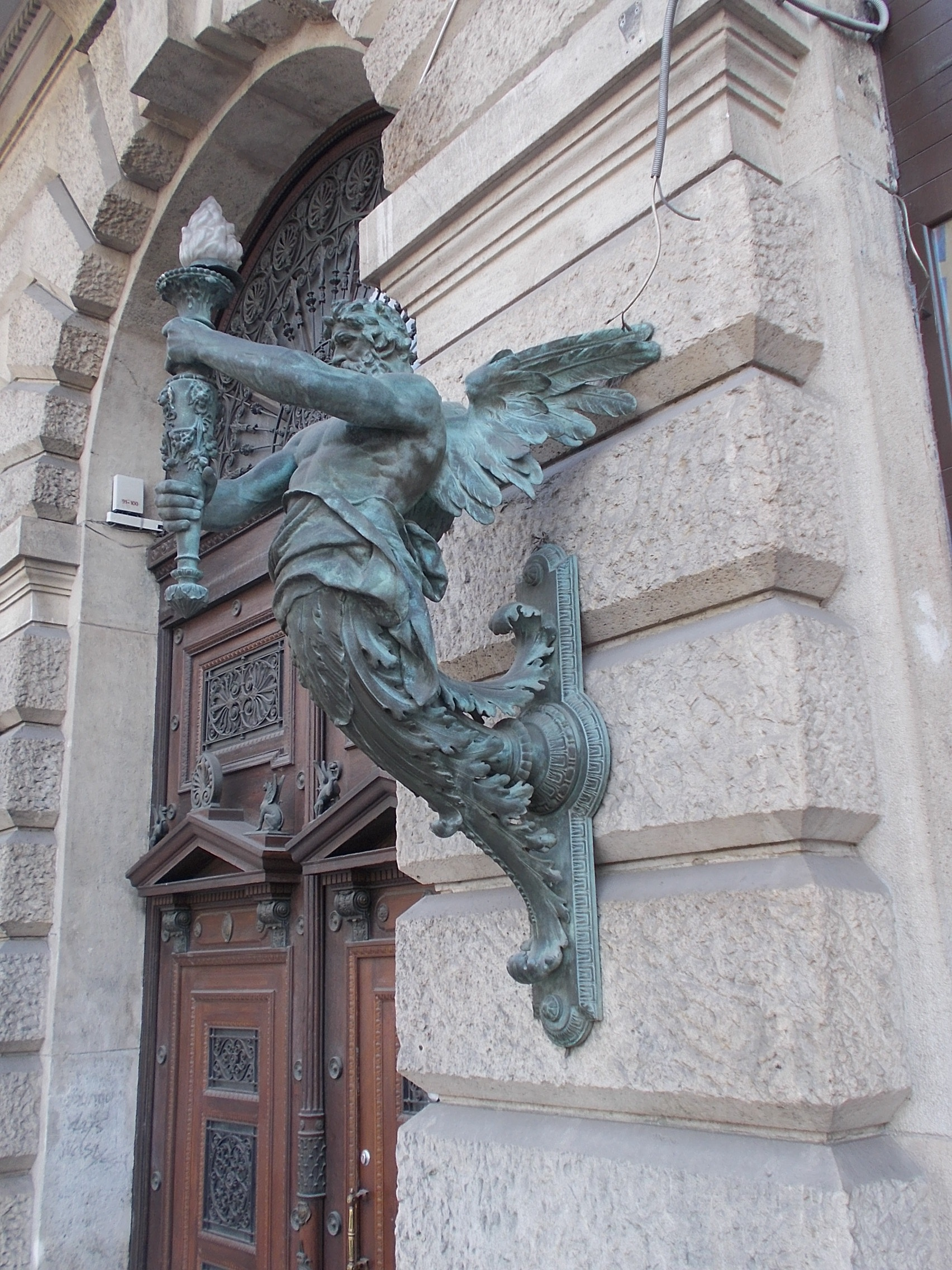